# Gave Van Poucke
Gave Van Poucke est une joueuse de football belge née le 6 décembre 1982 à Lochristi en (Belgique). 

## Biographie
Gave Van Poucke joue six matchs comptant pour les éliminatoires du mondial 2003, et huit matchs rentrant dans le cadre des éliminatoires du mondial 2007, pour un bilan de cinq victoires et neuf défaites.